# Bzin
Bzinek – część miasta Skarżyska-Kamiennej, usytuowana w zachodniej części miasta, w rejonie ulicy Grota-Roweckiego. Do 1939 samodzielna miejscowość w gminie Bliżyn.

## Historia
Bzin w latach 1867–1939 należał do gminy Bliżyn w powiecie koneckim, początkowo w guberni radomskiej, a w II RP w woj. kieleckim. Do 1939 roku przynależał do powiatu koneckiego, gdzie 4 listopada 1933 utworzył gromadę o nazwie Bzin w gminie Bliżyn; w skład gromady Bzin, oprócz Bzina, weszły także: majątek spółki akcyjnej Gospodarstwa Krajowego "Ekonomia" w Bzinie oraz grunty kolei państwowych z torowiskiem. Tartak Ekonomia wraz z łąkami wsi Bzin i nieruchomościami spółdzielni kolejarzy Nr 1 i 2 włączono do Skarżyska-Kamiennej już 21 maja 1930.
1 kwietnia 1939 Bzin wraz z całą gminą Bliżyn włączono do powiatu kieleckiego. Trzy dni później, 4 kwietnia 1939, Bzin wyłączono z gminy Bliżyn i włączono go do Skarżyska-Kamiennej.